# ロバート・コールドウェル

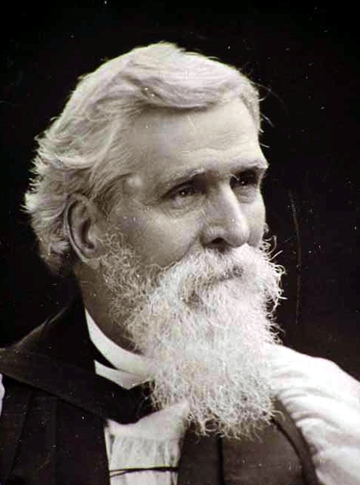
ロバート・コールドウェル

ロバート・コールドウェル（Robert Caldwell、1814年5月7日 - 1891年8月28日）は、スコットランド出身のイングランド国教会の主教で、インド派遣宣教師、東洋学者、言語学者。今のタミル・ナードゥ州で宣教した。ドラヴィダ語族の比較言語学の基礎を築いたことでとくに知られる。

## 略歴
コールドウェルはアイルランド北部、アントリム近郊のクラディーに生まれた。両親はスコットランド人であり、10歳のときに一家はグラスゴーに引っ越した。コールドウェルは宣教師になることを希望してロンドン伝道協会(LMS)にはいり、1837年にグラスゴー大学を卒業した後、1838年マドラスに派遣された。コールドウェルはもと長老派教会に属していたが、1841年2月にからイングランド国教会に移ってイギリス海外福音伝道会に入会し、同年司祭に叙任された。
1841年にティンネヴェリ（ティルネルヴェーリ）に派遣され、イダイヤングディ(英語)の伝道所に半世紀にわたって住んだ。そこでシャーナールという（今はナーダールと呼ぶ）抑圧された貧しいカーストに布教した。コールドウェルはタミル語に通じ、タミル語訳聖書や祈祷書の改訂に尽力した。
1857年にグラスゴー大学の法学博士(LL.D.)、1874年にダラム大学の名誉神学博士(D.D.)の学位を贈られた。1877年にはマドラスの輔佐主教に聖別された。アジア協会の名誉会員でもあった。
1891年1月に引退してコダイッカーナルに移り、同年8月に没した。

## 主な業績
1856年に主著『ドラヴィダまたは南インド語族の比較文法』を出版した。この書物によってドラヴィダ語族の基礎が築かれた。コールドウェルは12の言語を比較している（なお、ブラーフイー語もドラヴィダ語族に属すると考えているが、比較が難しいために外されている）。また各言語の古い文献についても調べられている。
- A Comparative Grammar of the Dravidian or South-Indian Family of Languages (2nd ed.). London: Trübner & Co. (1875) [1856]

コールドウェルは単に言語上の関心からドラヴィダ族を立てたわけではなく、南インドの非バラモン全般をドラヴィダ族と呼んだ。『比較文法』の序文にも書かれているが、それに先だつ『ティンネヴェリのシャーナール』で主張するところによると、非バラモンは南インドに本来住んでいた人々であった。それに対してバラモンは後に北からやってきたインド・アーリア族であり、カースト制度は彼らが持ちこんだものだった。ドラヴィダ族は本来アーリア族と異なる宗教を持っており、コールドウェルによればそれは聖職者も聖典も持たない低級な悪魔崇拝(demonolatry)であったが、高級な信仰を持たないことはキリスト教の布教にはかえって好都合であるとした。
- Tinnevelly Shanars. Madras. (1849)

シャーナールに属する活動家の Samuel Sargunar (1850-1919) はこれに対して自分たちはもともとクシャトリヤだったとしてコールドウェルを激しく批判し、大騒ぎになった。
他にもティルネルヴェーリに関する書物を出版している。
- Records of the early history of the Tinnevelly Mission of the Society for Promoting Christian Knowledge. Madras. (1881)
- A Political and General History of the District of Tinnevelly. Madras. (1881)
- Lectures on the Tinnevelly Missions. London. (1857)

## 評価
コールドウェルがドラヴィダ語族を確立したことやタミル人の歴史や文化・社会を研究したことは、現在のインドでも高く評価されている。20世紀はじめのドラヴィダ民族主義運動にもその影響は及んだ。1968年、マドラスのマリーナ・ビーチにタミル語・タミル文学史上の偉人8人の銅像が建てられたが、コールドウェルはそのひとりだった。2010年、コールドウェルの記念切手が発行された。
その一方、コールドウェルがキリスト教布教の観点からしかドラヴィダ人の文化を考えられなかったこと、言語・民族・人種・階級などをごちゃまぜにして語ったことなどは現在では受け入れにくい点である。